# Pernille Rode
Pernille Rode gift Pilegaard 1956 (født 18. marts 1932 i Gentofte, død 28. november 2015, Sorø) var folkeskolelærer og  på det danske landshold i atletik, håndbold og basketball. Pernille Rode var bl.a medlem af Frederiksberg IF. Hun vandt fem individuelle danske atletik mesterskaber i perioden 1952-1955.
Pernille Rode var på det danske hold som spillede EM i basketball i Tjekkoslovakiet 1956 og var det danske holds topscorer. Hun spillede også 10 kampe på det danske håndboldlandshold i perioden 1952-1955 og klubspil i USG.
Pernille Pilegaard var folkeskolelærer ved Sorø Borgerskole og senere overlærer ved Sorø Akademis Skole.

## Danske mesterskaber
- Sølv 1955 Højdespring 1,50
- Guld 1955 Ottekamp 4275 p
- Guld 1954 Højdespring 1,55
- Guld 1954 Længdespring 5,35
- Guld 1954 Ottekamp 4051 p
- Bronze 1953 Højdespring 1,50
- Bronze 1953 Længdespring 5,12
- Guld 1953 Femkamp 2615 p

## Personlige rekorder
- Højdespring: 1,58 1953
- Længdespring: 5,40 1953